# Campionat del món d'escacs femení de 1978
El campionat del món d'escacs femení de 1978 fou guanyat per Maia Txiburdanidze, qui va derrotar la campiona regnant Nona Gaprindaixvili. Amb només 17 anys, Txiburdanidze va esdevenir la sisena campiona del món, i la més jove fins llavors (Gaprindaixvili tenia 20 anys quan va guanyar el títol per primer cop).

## Interzonals de 1976
Per primer cop, el cicle pel campionat del món femení inclogué no un sinó dos Torneigs Interzonals, celebrats a Roosendaal i a Tbilisi el novembre i el desembre de 1976, amb les millors jugadores de cada zona de la FIDE. Hi prengueren part un total de 25 jugadores, de les quals les tres primeres de cada torneig es classificarien pel Torneig de Candidates.
Akhmilovskaya i Kushnir (qui havia estat anteriorment tres cops aspirant al títol, però que en aquesta ocasió representava Israel) empataren al primer lloc a Roosendaal, mentre que Lematschko fou tercera i ocupà el darrer lloc que classificava per les Candidates després de vèncer en un playoff contra van der Mije.
A Tbilisi, Fatalibekova guanyà, mig punt per damunt de Kozlovskaya i del nou prodigi Txiburdanidze.
|    | Jugadora                               | 1 | 2 | 3 | 4 | 5 | 6 | 7 | 8 | 9 | 10 | 11 | 12 | 13 | 14 | Punts | Desempat |
| -- | -------------------------------------- | - | - | - | - | - | - | - | - | - | -- | -- | -- | -- | -- | ----- | -------- |
| 1  | Elena Akhmilovskaya (Unió Soviètica)   | - | ½ | 0 | 1 | ½ | 1 | ½ | ½ | 1 | 1  | ½  | 1  | 1  | 1  | 9½    | 54.25    |
| 2  | Alla Kushnir (Israel)                  | ½ | - | ½ | 0 | 1 | ½ | ½ | 1 | 1 | 1  | 1  | ½  | 1  | 1  | 9½    | 54.00    |
| 3  | Alexandra van der Mije (Països Baixos) | 1 | ½ | - | 1 | ½ | ½ | 1 | ½ | ½ | 0  | ½  | 1  | 1  | 1  | 9     | 54.75    |
| 4  | Tatjana Lematschko (Bulgària)          | 0 | 1 | 0 | - | 0 | 1 | ½ | 1 | 1 | 1  | ½  | 1  | 1  | 1  | 9     | 49.00    |
| 5  | Zsuzsa Veroci (Hongria)                | ½ | 0 | ½ | 1 | - | ½ | 1 | 0 | ½ | 1  | ½  | 1  | 1  | 1  | 8½    |          |
| 6  | Jana Malypetrová (Anglaterra)          | 0 | ½ | ½ | 0 | ½ | - | ½ | 1 | ½ | ½  | 1  | ½  | 1  | 1  | 7½    |          |
| 7  | Liudmila Belàvenets (Unió Soviètica)   | ½ | ½ | 0 | ½ | 0 | ½ | - | ½ | ½ | 1  | 1  | ½  | ½  | 1  | 7     |          |
| 8  | Tatyana Fomina (Unió Soviètica)        | ½ | 0 | ½ | 0 | 1 | 0 | ½ | - | 0 | 1  | ½  | ½  | 1  | 1  | 6½    | 34.75    |
| 9  | Milunka Lazarević (Iugoslàvia)         | 0 | 0 | ½ | 0 | ½ | ½ | ½ | 1 | - | 0  | ½  | 1  | 1  | 1  | 6½    | 32.50    |
| 10 | Corry Vreeken (Països Baixos)          | 0 | 0 | 1 | 0 | 0 | ½ | 0 | 0 | 1 | -  | 1  | ½  | 1  | ½  | 5½    |          |
| 11 | Ruth Orton (Estats Units)              | ½ | 0 | ½ | ½ | ½ | 0 | 0 | ½ | ½ | 0  | -  | 1  | 0  | 1  | 5     |          |
| 12 | Maria Cristina de Oliveira (Brasil)    | 0 | ½ | 0 | 0 | 0 | ½ | ½ | ½ | 0 | ½  | 0  | -  | 1  | ½  | 4     |          |
| 13 | Ilse de Caro (Colòmbia)                | 0 | 0 | 0 | 0 | 0 | 0 | ½ | 0 | 0 | 0  | 1  | 0  | -  | 1  | 2½    |          |
| 14 | Rita Gramignani (Itàlia)               | 0 | 0 | 0 | 0 | 0 | 0 | 0 | 0 | 0 | ½  | 0  | ½  | 0  | -  | 1     |          |
|    | Jugadora                               | 1 | 2 | 3 | 4 | 5 | 6 | 7 | 8 | 9 | 10 | 11 | Punts | Desempat |
| -- | -------------------------------------- | - | - | - | - | - | - | - | - | - | -- | -- | ----- | -------- |
| 1  | Elena Fatalibekova (Unió Soviètica)    | - | ½ | 1 | ½ | ½ | ½ | ½ | 1 | ½ | 1  | 1  | 7     |          |
| 2  | Maia Txiburdanidze (Unió Soviètica)    | ½ | - | 1 | 0 | ½ | 1 | 1 | ½ | 1 | ½  | ½  | 6½    | 31.25    |
| 3  | Valentina Kozlovskaya (Unió Soviètica) | 0 | 0 | - | 1 | 1 | ½ | ½ | 1 | 1 | ½  | 1  | 6½    | 28.75    |
| 4  | Marta Litinskaya (Unió Soviètica)      | ½ | 1 | 0 | - | 1 | ½ | ½ | ½ | 0 | 1  | 1  | 6     | 28.00    |
| 5  | Maria Ivanka (Hongria)                 | ½ | ½ | 0 | 0 | - | ½ | 1 | ½ | 1 | 1  | 1  | 6     | 25.00    |
| 6  | Tatiana Zatulovskaya (Unió Soviètica)  | ½ | 0 | ½ | ½ | ½ | - | 0 | ½ | 1 | ½  | 1  | 5     |          |
| 7  | Petra Feustel (RDA)                    | ½ | 0 | ½ | ½ | 0 | 1 | - | ½ | ½ | 0  | 1  | 4½    | 21.00    |
| 8  | Gertrude Baumstark (Romania)           | 0 | ½ | 0 | ½ | ½ | ½ | ½ | - | ½ | 1  | ½  | 4½    | 20.00    |
| 9  | Orly Kaufman (Israel)                  | ½ | 0 | 0 | 1 | 0 | 0 | ½ | ½ | - | ½  | 1  | 4     |          |
| 10 | Diane Savereide (Estats Units)         | 0 | ½ | ½ | 0 | 0 | ½ | 1 | 0 | ½ | -  | 0  | 3     |          |
| 11 | Narelle Kellner (Austràlia)            | 0 | ½ | 0 | 0 | 0 | 0 | 0 | ½ | 0 | 1  | -  | 2     |          |

## Torneig de Candidates 1977-78
Les tres primeres de cadascun dels dos Interzonals es reuniren amb les preclassificades Alexandria i Levitina, les finalistes del Torneig de Candidates anterior. Aquestes vuit jugadores varen disputar una sèrie de matxs eliminatoris. Txiburdanidze, amb 16 anys, va batre Kushnir a la final, i va guanyar així el dret a disputar el títol a la campiona regnant Gaprindashvili.
|  | Quarts de final | Quarts de final       | Quarts de final     |              |    | Semifinals         | Semifinals | Semifinals |  |  | Final | Final              | Final |
|  |                 |                       |                     |              |    |                    |            |            |  |  |       |                    |       |
|  | 1               | Maia Txiburdanidze    | 5½                  |              |    |                    |            |            |  |  |       |                    |       |
|  | 8               | Nana Aleksàndria      | 4½                  |              |    |                    |            |            |  |  |       |                    |       |
|  | 8               | Nana Aleksàndria      | 4½                  |              |    | Maia Txiburdanidze | 6½         |            |  |  |       |                    |       |
|  |                 |                       |                     |              |    | Maia Txiburdanidze | 6½         |            |  |  |       |                    |       |
|  |                 |                       | Elena Akhmilovskaya | 5½           |    |                    |            |            |  |  |       |                    |       |
|  | 4               | Elena Akhmilovskaya   | Elena Akhmilovskaya | 5½           | 6½ |                    |            |            |  |  |       |                    |       |
|  | 4               | Elena Akhmilovskaya   |                     |              | 6½ |                    |            |            |  |  |       |                    |       |
|  | 5               | Tatjana Lematschko    | 5½                  |              |    |                    |            |            |  |  |       |                    |       |
|  |                 |                       |                     |              |    |                    |            |            |  |  |       | Maia Txiburdanidze | 7½    |
|  |                 |                       |                     | Alla Kushnir | 6½ |                    |            |            |  |  |       |                    |       |
|  | 3               | Alla Kushnir          | 6                   |              |    |                    |            |            |  |  |       |                    |       |
|  | 6               | Irina Levítina        | 3                   |              |    |                    |            |            |  |  |       |                    |       |
|  | 6               | Irina Levítina        | 3                   |              |    | Alla Kushnir       | 6½         |            |  |  |       |                    |       |
|  |                 |                       |                     |              |    | Alla Kushnir       | 6½         |            |  |  |       |                    |       |
|  |                 |                       | Elena Fatalibekova  | 3½           |    |                    |            |            |  |  |       |                    |       |
|  | 2               | Elena Fatalibekova    | Elena Fatalibekova  | 3½           | 6  |                    |            |            |  |  |       |                    |       |
|  | 2               | Elena Fatalibekova    |                     |              | 6  |                    |            |            |  |  |       |                    |       |
|  | 7               | Valentina Kozlovskaya | 2                   |              |    |                    |            |            |  |  |       |                    |       |

## Matx final pel campionat de 1978
El matx final pel campionat es va disputar a Tbilisi el 1978. El matx fou molt disputat, i acabà amb la victòria per una Txiburdanidze de només 17 anys contra la seva oponent vint anys més gran.
|                                      | 1 | 2 | 3 | 4 | 5 | 6 | 7 | 8 | 9 | 10 | 11 | 12 | 13 | 14 | 15 | Total |
| ------------------------------------ | - | - | - | - | - | - | - | - | - | -- | -- | -- | -- | -- | -- | ----- |
| Maia Txiburdanidze (Unió Soviètica)  | ½ | ½ | ½ | 1 | 1 | ½ | 0 | ½ | 1 | ½  | 0  | ½  | 1  | ½  | ½  | 8½    |
| Nona Gaprindaixvili (Unió Soviètica) | ½ | ½ | ½ | 0 | 0 | ½ | 1 | ½ | 0 | ½  | 1  | ½  | 0  | ½  | ½  | 6½    |